# Lerista chordae
Lerista chordae là một loài thằn lằn trong họ Scincidae. Loài này được Amey, Kutt & Hutchinson mô tả khoa học đầu tiên năm 2005.